# Південно-китайська платформа

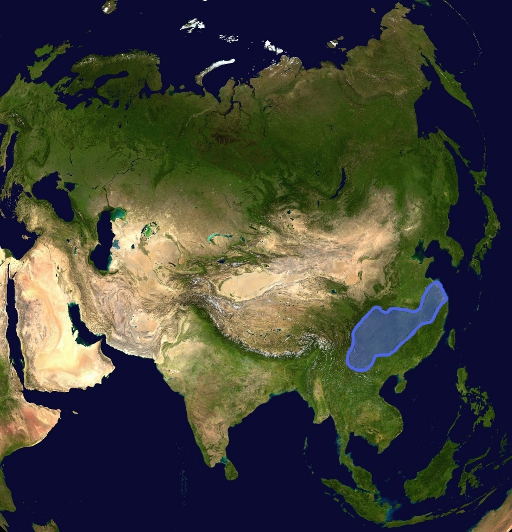
Південно-Китайська платформа (Янцзи) на карті світу

Південно-Китайська платформа або Платформа Янцзи — докембрійська давня платформа, відносно стійка ділянка земної кори. Платформа займає територію в південно-східній частині Китаю і має площу приблизно 2 млн км². Платформу іноді називають Янцзи, за назвою річки, в нижній течії якій вона розташована.
На початку палеозойської ери вона об'єдналася з Корейською платформою, а в кінці палезойской ери — з Пангеєю. Південно-Китайська платформа відокремлена від Корейської платформи гірською системою Ціньлін. Осадовий чохол покриває велику частину платформи, досягає найбільшої потужності (кілька км) в районі западини провінції Сичуань, а також в центральній частині Юньнань-Гуйчжоуського нагір'я.

## Корисні копалини
На території знаходиться численні корисні копалини, нафта і газ (Дачжоу), вугілля, залізо, солей фосфоритів,чорних і рідкісних металів,вапняків, доломітів, поклади марганцю, вольфраму, олова, сурми, ртуті, боксити (провінція Фуцзянь) і ін